# 木聚糖酶
木聚糖是植物细胞壁的主要组成成分，它也是可利用的丰富的半纤维素。由于木聚糖的组成上存在着差异，使其被降解为D－木糖就需要一系列的酶参与，在这一过程中起主要作用的是内切木聚糖酶和β－木糖苷酶，此外侧链水解酶如α－阿拉伯呋喃糖苷酶、α－葡萄糖醛酸糖苷酶和乙酰木聚糖糖苷酯酶也在剪切木聚糖侧链中起一定作用。木聚糖链上的侧链基团是影响其被水解的关键因素，由于这些基团的存在，可以阻碍酶与底物的复合体的形成。近年来，由于木聚糖酶具有潜在的工业应用价值，尤其是在工业造纸上的应用，减少因漂白产生的二恶英对环境的污染，引起了广泛关注。
作为一种工业用酶制剂，木聚糖酶具有潜在的应用价值。根据生物加工过程的要求，木聚糖酶制剂可以分为纯酶、部分纯化酶和粗酶三种制剂。首先木聚糖酶可以将农业和木材工业的废物中的木聚糖转化为木糖；其次，Wong等1993年建议木聚糖酶应用在果汁澄清、咖啡、植物油和淀粉提取加工过程中。Linko等1989年提出，将木聚糖酶制剂实际产物木糖发酵生产乙醇以及其他化工原料。
木聚糖酶的另一用途就是应用于饲料工业和食品工业上。Van Paridon等1992年利用木聚糖降解酶来处理鸡饲料，解除抗营养因子，促进饲料的能量转化。同年，Bedford和Classen报道将Trichoderma lonogibrachiatum的木聚糖酶添加到鸡饲料中，降低鸡肠道内的粘度，促进鸡的生长和饲料的能值转化。此外木聚糖酶也可作为食品用酶，将Aspergillus的木聚糖酶加入到面团中，可以改善面色的质量，增大其体积，使其货架期延长。